# Un po' esageri
Un po' esageri è il primo singolo estratto da Endkadenz Vol. 1, sesto album studio del gruppo bergamasco Verdena.
Il singolo Un po' esageri è stato diffuso in anteprima l'8 gennaio da King Kong su Rai Radio 1 ed è stato pubblicato il 9 gennaio per il download digitale.
I membri del gruppo motivano la scelta di questo brano come singolo affermando «abbiamo scelto come primo singolo Un po' esageri perché ha la chitarra elettrica mentre nel primo singolo di Wow era acustica» riferendosi al singolo del 2011 Razzi arpia inferno e fiamme.

## Video
Il videoclip promozionale del singolo è stato pubblicato il 22 gennaio 2015 sul canale ufficiale del gruppo. È stato diretto da Alex Infascelli (già regista di Phantastica del 2005) con la fotografia di Edoardo Bolli, il montaggio di Consuelo Catucci e la produzione di "Kinethica". Le riprese sono avvenute all'inizio di gennaio.
Il video è stato realizzato con la tecnica chroma key. Alberto e Luca Ferrari indossano tute in lycra verdi mentre Roberta Sammarelli indossa una tuta blu ("una sorta di green screen al contrario"). Sulle tute colorate sono stati quindi proiettati video, talvolta distorti, dei membri stessi del gruppo mentre si esibiscono.

Il regista, Alex Infascelli ha dichiarato:

## Formazione
Di seguito sono riportati i musicisti e i relativi strumenti che hanno suonato durante le registrazioni dell'album da cui è tratto il singolo.
- Alberto Ferrari - voci, chitarra, organo, mellotron, piano, wurlitzer, campioni
- Luca Ferrari - batteria, percussioni
- Roberta Sammarelli - basso